# فلامینگوی بزرگ
فلامینگوی بزرگ یا بال‌آتشی بزرگ (Phoenicopterus roseus) پراکنده‌ترین گونه از خانواده بال‌آتشیان است. این پرنده در بخش‌هایی از آفریقا, جنوب آسیا (سواحل پاکستان، هند، ایران), و جنوب اروپا (شامل اسپانیا, آلبانی, ترکیه, یونان, قبرس, پرتغال, ایتالیا و بخش‌هایی از فرانسه) زندگی می‌کند.